# Blauwkruinpluimbroekje
Het blauwkruinpluimbroekje (Eriocnemis glaucopoides) is een vogel uit de familie Trochilidae (kolibries). De soort komt hoog in de Andes voor. De pootjes van deze kolibrie zijn voorzien van witte donsveertjes, vandaar de naam.

## Kenmerken
Deze kolibrie is 9 tot 11 cm lang en weegt 4,0 tot 4,5 g. Het mannetje heeft een glanzend blauwe kruin en is verder glanzend donkergroen van boven, geleidelijk naar de staart toe overgaand in blauwgroen op de staart. De borst is goudkleurig groen en wordt naar de buik toe ook blauwgroen. Het vrouwtje mist het blauw op de kruin en heeft een lichtbruine borst en groene vlekken op de flanken. Haar vleugels en staart zijn korter dan die van het mannetje. Het witte "pluimbroekje" van deze soort is relatief klein.

## Verspreiding en leefgebied
Deze soort komt voor van centraal Bolivia tot noordwestelijk Argentinië in montaan bos en nevelwoud op 1500 tot 3400 m boven de zeespiegel. De vogel heeft een voorkeur voor de meer open stukken, zoals bosranden en overgangszones met struikgewas en gras. In Argentinië wordt de vogel ook wel in minder vochtige habitats waargenomen.

## Status
De grootte van de populatie is niet gekwantificeerd. Het is een niet zo algemene vogel in geschikt habitat en men veronderstelt dat de populatie stabiel is. Om deze redenen staat deze soort als niet bedreigd op de Rode Lijst van de IUCN.